# ミニスナックゴールド

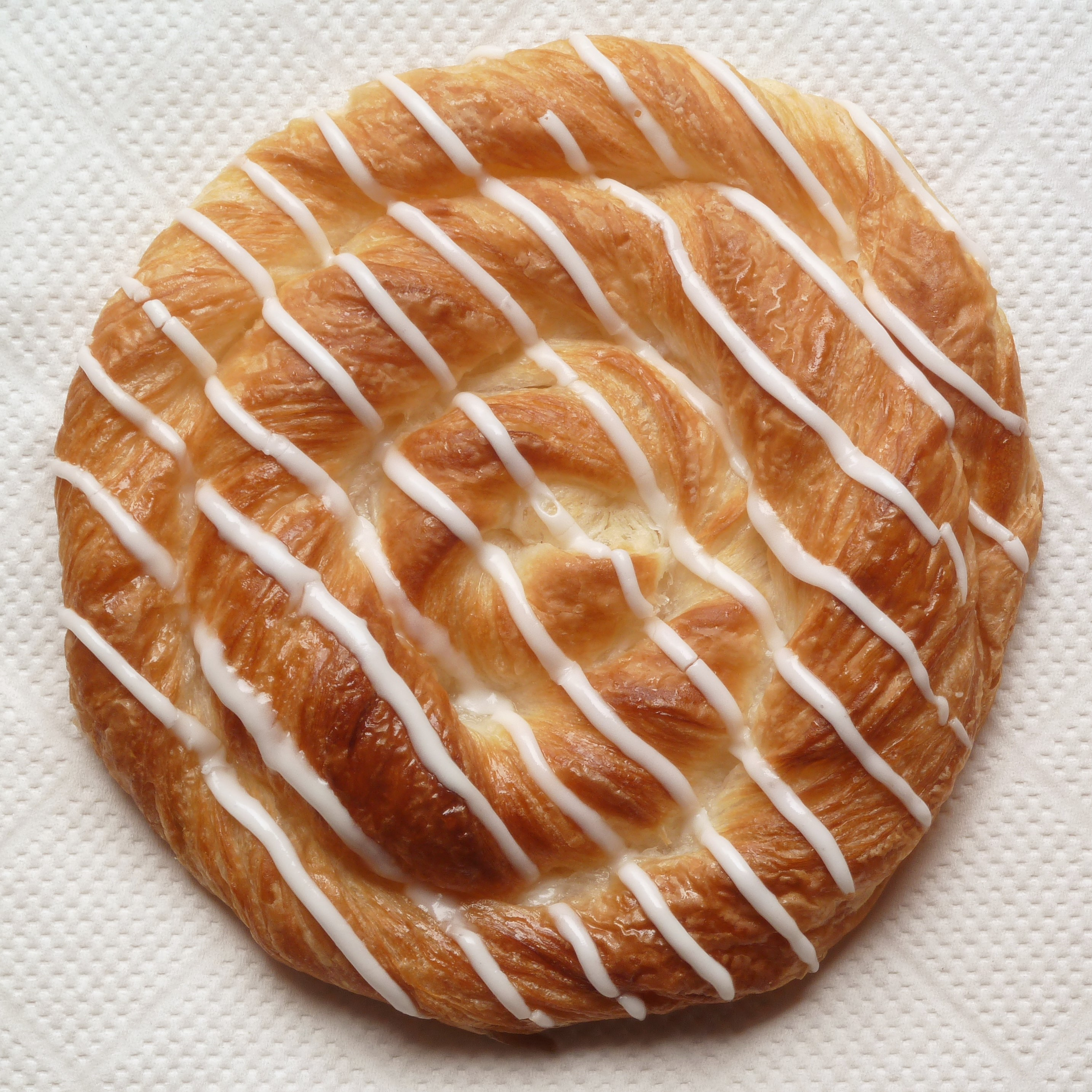
ミニスナックゴールド

ミニスナックゴールドは、山崎製パンが販売している菓子パンである。

## 概要
1970年販売開始。スナックパン界の金メダル級大ヒットを願って「ミニスナックゴールド」と命名された。
パンはデニッシュ生地で、手作業によりうずまき状に成形されている。その上にはストライプ状にシュガーがかかっている。ミニと商品名に付いているが、パンの直径は18センチほどあり、決してミニではない。1968年に関東地区では「スナックゴールド」が販売され、その後、関西地区でこのスナックゴールドを小さくした「ミニスナックゴールド」が販売された。関東と関西で販売されているものを統一することとなり、「スナックゴールド」のサイズを採用し、商品名には「ミニスナックゴールド」が採用された。
2019年1月1日よりパン生地にルヴァン種が活用されてリニューアルした。